# Acorazado Benedetto Brin
Benedetto Brin fue un acorazado pre-dreadnought de la clase Regina Margherita construido para la Regia Marina italiana entre 1899 y 1905. Estaba armado con una batería principal de cuatro cañones de 300 mm (12 pulgadas) y alcanzaba una velocidad máxima de 20 nudos (37 km/h). El Benedetto Brin combatió en la guerra italo-turca de 1911-1912, incluido el bombardeo de Trípoli en octubre de 1911. Fue destruido por una explosión interna durante la Primera Guerra Mundial, en septiembre de 1915, en la que murieron más de 450 tripulantes.

## Hundimiento

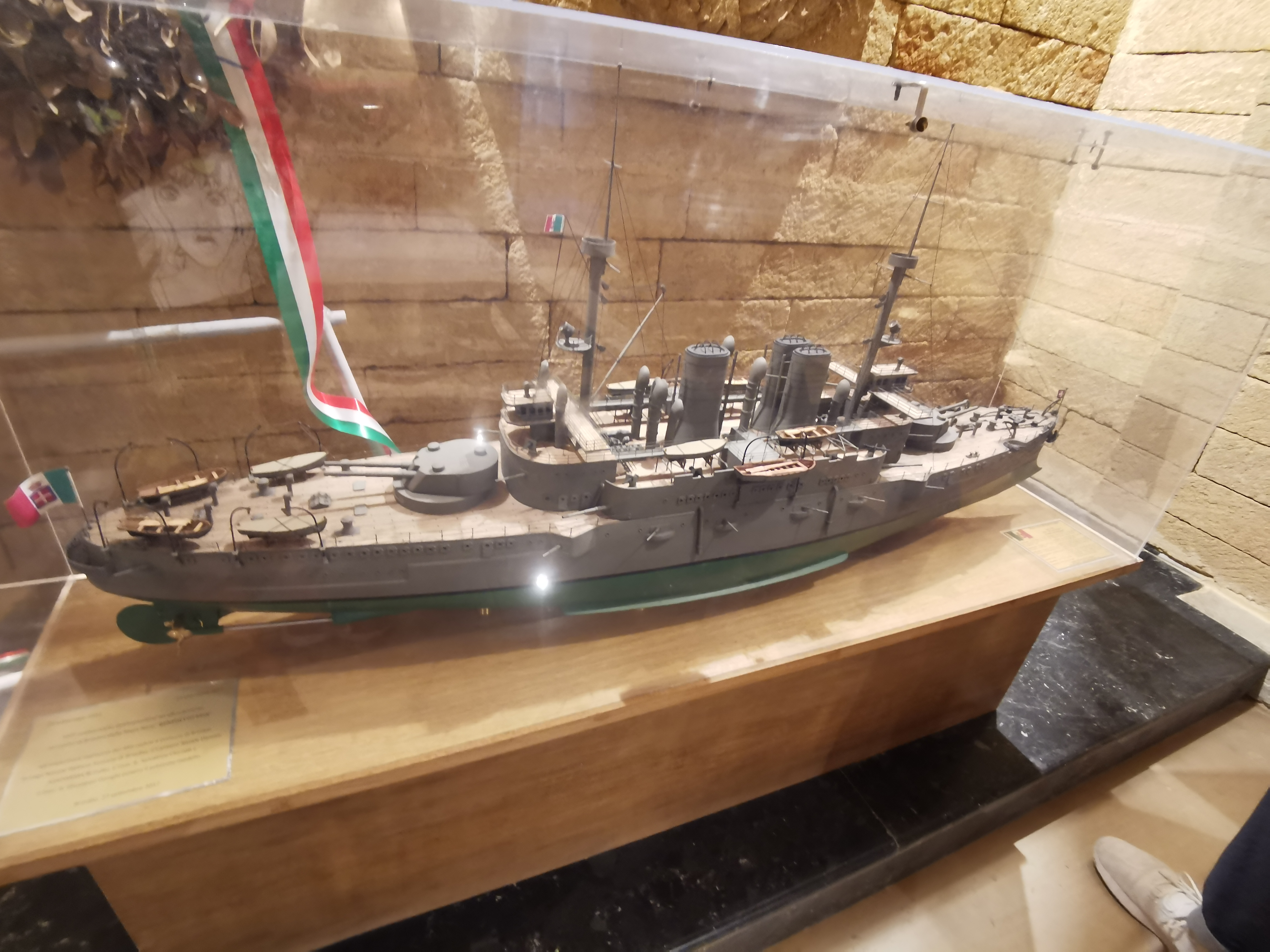
Maqueta del Benedetto Brin.

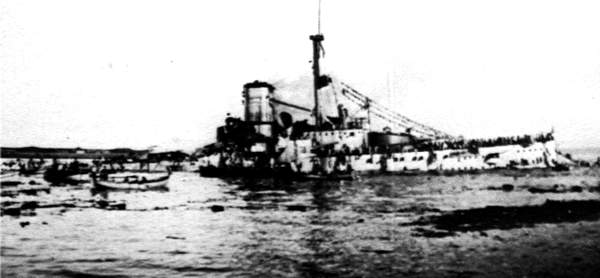
Hundimiento del Benedetto Brin.

Italia se declaró neutral tras el estallido de la Primera Guerra Mundial en agosto de 1914, pero en abril de 1915, la Triple Entente había convencido a los italianos para que entraran en guerra contra las Potencias Centrales, lo que hizo en mayo. El principal adversario naval durante toda la guerra fue la Armada austrohúngara. El Jefe del Estado Mayor de la Armada, el almirante Paolo Thaon di Revel, planeó un bloqueo a distancia con la flota de combate, mientras que buques más pequeños, como las lanchas MAS, realizaban incursiones. 
Los buques pesados de la flota italiana se preservarían para una posible gran batalla en caso de que la flota austrohúngara emergiera de sus bases, por lo que su carrera durante la guerra fue limitada. Además de la cautelosa estrategia italiana, el Benedetto Brin -desde hacía tiempo obsoleto- fue reducido a buque escuela de la 3ª División, junto con su buque gemelo.
El 27 de septiembre de 1915, el Benedetto Brin fue destruido en una gran explosión en el puerto de Brindisi. En aquella época, se creía que la explosión había sido el resultado de un sabotaje austro-húngaro. La Marina Italiana cree ahora que la explosión fue accidental:

Como ahora se ha comprobado, fue una desgracia no muy diferente de las ocurridas en otras marinas de guerra de la época: la causa del hundimiento fueron, de hecho, los nuevos explosivos utilizados para las cargas de lanzamiento y voladura, que eran indispensables y cada vez más potentes, pero que se habían introducido demasiado recientemente para que se conociera plenamente su estabilidad.

Sobrevivieron 8 oficiales y 379 soldados, pero murieron 454 miembros de la tripulación, entre ellos el contralmirante Ernesto Rubin de Cervin. Dos de los cañones de 12 pulgadas del barco (los de la torreta frontal) fueron rescatados del naufragio y reutilizados como cañones costeros para proteger Venecia.